# Charlyn Corral
Pour les articles homonymes, voir Corral (homonymie).
Verónica Charlyn Corral Ang, née le 11 septembre 1991 à Acolman, est une joueuse Internationale mexicaine de football évoluant au poste d'attaquante. En 2019, elle joue à l' Atlético de Madrid dans le Championnat d'Espagne de football féminin.
Son frère aîné, George Corral est aussi un joueur de football international mexicain.

## Biographie

### En club
En juillet 2015, Charlyn Corral rejoint le championnat d'Espagne pour jouer avec le club de Levante basé à Valence.
Lors de sa première saison (2015-2016), elle inscrit 23 buts et est nommée dans l'équipe type du championnat d'Espagne.
Charlyn Corral devient la meilleure buteuse du championnat d'Espagne lors de la saison 2017-2018 avec 24 buts. Elle occupe la deuxième place du classement des buteuses pour la saison 2018-2019.
En juillet 2019, après 4 saisons au club de Levante elle signe à l'Atlético de Madrid.

### En sélection
Charlyn Corral connaît les sélections nationales dès son plus jeune âge, avec les équipes mexicaine des moins de 12 ans, des moins de 14 ans et des moins de 17 ans.
Elle participe également à la coupe du monde des moins de 20 ans en 2006, 2008 et 2010.
Le 5 juillet 2011, Charlyn Corral fait ses débuts avec l'équipe national du Mexique lors du dernier match de groupe de la coupe du monde 2011 contre la Nouvelle-Zélande.
En juillet 2013, elle participe avec l'équipe nationale mexicaine aux Jeux mondiaux universitaires 2013 en Russie. Lors du tournoi, elle marque six buts en 10 matches et est la meilleure buteuse de la compétition alors que l'équipe du Mexique remporte la médaille d'argent.
En juin 2015, Charlyn Corral dispute les trois rencontres du Mexique lors de la coupe du monde 2015 organisée au Canada.